# Buthacus samiae
Espèce
Buthacus samiae est une espèce de scorpions de la famille des Buthidae.

## Distribution
Cette espèce est endémique d'Algérie. Elle se rencontre vers Hassi Fehal et Sebseb.

## Description
Le mâle holotype mesure 54,9 mm et la femelle paratype 56,7 mm.

## Étymologie
Cette espèce est nommée en l'honneur de Samia Bissati.

## Publication originale
- Lourenço & Sadine, 2015 : « A new species of Buthacus Birula, 1908 from the region of Ghardaïa, Algeria (Scorpiones, Buthidae). » Revista Ibérica de Aracnología, no 27, p. 55-59 (texte intégral).